# Népszavazás

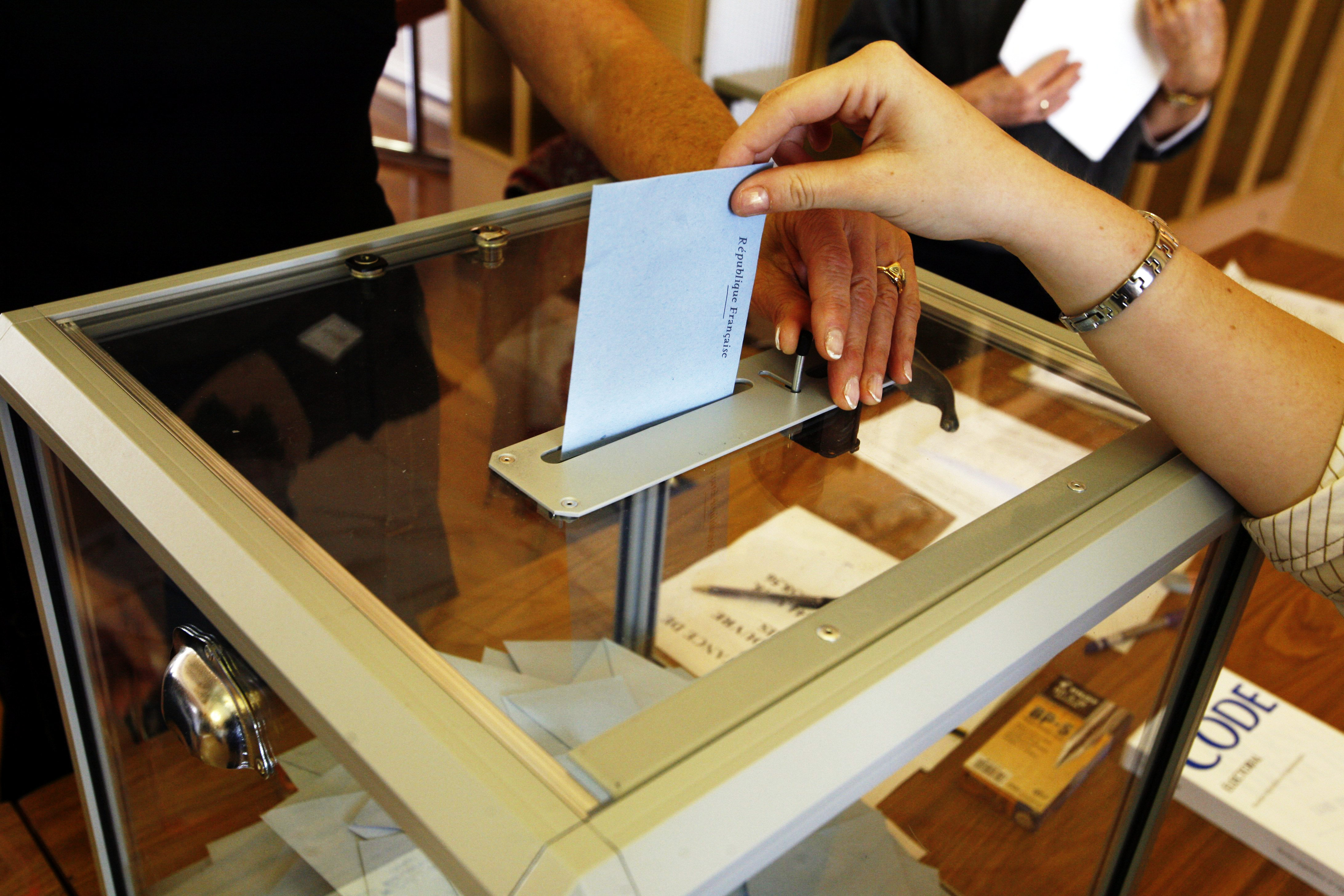
Átlátszó szavazóurna egy franciaországi népszavazáson

A népszavazás vagy referendum a választópolgárok akaratának érvényesítése, a demokráciának (népuralomnak) közvetlen eszköze és a hatalomgyakorlás általános és „legerősebb” formája. A közhatalom önkényével szemben betölti a fékek és az ellensúlyok legjelentősebb szerepét. Az alkotmány szabályozza, hogy mely témákat szükséges és/vagy tilos népszavazásra bocsátani, ezért kiírása az alaptörvényből kifolyólag lehet kötelező vagy kezdeményezhető. A választópolgár a parlamenti választások, illetve a helyi önkormányzati választások között ily módon kifejezheti akaratát, illetve véleményét bizonyos kérdésekben. Lehet helyi jellegű, érinthet nagyobb területi egységet, vagy országos jelleggel bírhat. Eredményessége függhet a jogszabályokban meghatározott feltételek teljesítésétől, vagy lehet mindig eredményes. Gyakoriságát jelentősen befolyásolja az előírt feltételrendszer a kezdeményezéséről és a népszavazás eredményességről.

## A népszavazás osztályozása a kiírás alapján

### Kötelező
Kötelező elrendelni legalább kétszázezer választópolgár kezdeményezésére.
Nem lehet népszavazást elrendelni, például:
- Az alkotmány,
- az alkotmány módosítását,
- a költségvetéssel, az adókkal, illetékekkel, vámokkal kapcsolatos kérdések.
- Ugyanez vonatkozhat a nemzetközi szervezetekbe való belépésre.

### Kezdeményezhető (fakultatív)
- Népi kezdeményezés alapján, amikor a népszavazást egy adott kérdésben, legalább a jogszabályban meghatározott számú választópolgár kéri a megadott határidőn belül. A nemzetközi gyakorlatban a népszavazást érvényesen kezdeményezheti a választópolgárok kb. 1%-a, de léteznek ettől jóval magasabb érvényességi feltételek is.
- A kiírás a parlament/önkormányzat döntése alapján történik, amikor a parlamenti képviselők vagy az önkormányzat egy része, vagy a kormány azt kezdeményezi. Dönthetnek a választópolgárok kezdeményezésére is, amikor azok nem terjesztenek be megfelelő számú kezdeményező aláírást.

### Tiltott téma
Az egyes államalakulatoknak, térségeknek, és településeknek az alapszabályaiban meghatározzák, hogy mely témákról tilos népszavazást tartani.
Ilyenek lehetnek például:
- a költségvetéssel, az adókkal, illetékekkel, vámokkal kapcsolatos kérdések,
- a hatályos nemzetközi szerződésekből eredő kötelezettségek,
- a népszavazás alkotmányos rendelkezései,
- a parlament hatáskörébe tartozó személyi és szervezetalakítási kérdések,
- a parlament feloszlása,
- a kormányprogram,
- a hadiállapot kinyilvánítása, rendkívüli állapot és szükségállapot kihirdetése,
- a fegyveres erők alkalmazása,
- a helyi önkormányzati képviselő-testületek feloszlatása,
- a közkegyelem gyakorlása.

A hatályos magyar jog tiltja, hogy országos népszavazást írjanak ki bármely olyan kérdésben, amely Magyarország nemzetközi szerződésből eredő kötelezettségeit érinti.

## A népszavazás osztályozása a jogi kötelezettség szerint

### Ügydöntő
Az eredményes ügydöntő népszavazással a nép kifejezi az akaratát. Jogilag ez köti a közhatalmat. A kötelező népszavazás mindig ügydöntő.

### Véleménynyilvánító (konzultatív)
A véleménynyilvánító népszavazás nem köti jogilag a közhatalmat, de mindenképpen befolyásolja döntése tartalmát a választópolgárok azonosuló vagy elutasító véleménye. Véleménynyilvánító népszavazás csak a nem kötelezőknél lehetséges.

## A népszavazás osztályozása a döntéshozatali folyamatra tett hatása szerint

### Felülbíráló népszavazás
Az állampolgárok ezzel a módszerrel a közhatalom egyedi döntéseit utasíthatják el. Felülbíráló népszavazás hat a politikai döntéshozatal korábbi lépéseire. Valójában egy a politikai hatalom által ellenőrzött rendszer.
- Határidőhöz kötött felülbíráló népszavazás kezdeményezése a nem végrehajtott politikai döntésekre. Ez a rendszer a döntéshozókat előzetes megegyezésre ösztönzi a lehetséges népszavazás kezdeményezőivel.
- Időben korlátozás nélküli felülbíráló népszavazás bármikor kezdeményezhető a „végrehajtott” döntéseknél.

### Kezdeményező népszavazás
Az állampolgárok kezdeményezésükkel (iniciatívájukkal) a politikai döntéshozás új folyamatát indíthatják el.
- Kezdeményező közvetlen népszavazás a politikai pártok elsődleges hatalmi helyzetének a gyengítését szolgálja. A lényege, hogy a népi kezdeményezéseket kormányzat vagy törvényhozás beavatkozása nélkül bocsátják népszavazásra.
- Kezdeményező félig-közvetlen népszavazás esetében a kormányzat és/vagy a törvényhozás még a népszavazás kiírása előtt tárgyalja a javaslatot. A politikai döntéshozók javaslatát és a kezdeményezés szövegét bocsátják népszavazásra.

## A népszavazás osztályozása eredményesség szerint
Az eredményesség egy jogi műszó, amely arra utal, vajon az adott népszavazás hozott-e olyan eredményt, amely további jogalkotási/politikai lépéseket tesz szükségessé. Nem azonos az érvényességgel, mivel ez utóbbi a népszavazás kiírása, lebonyolítása  törvényes feltételeinek meglétére vonatkozik.

### Mindig eredményes
Amikor a szabályosan lebonyolított népszavazásnál nincs meghatározva a választópolgárok legkisebb kötelező részvételi aránya, ezért a népszavazás mindig eredményes.

### Feltételhez kötött eredményesség
Az eredményes népszavazás egyik feltétele lehet a választópolgárok kötelező részvételi arányának vagy /és az igen szavazatok számának a kötelező elérése. Hasonlóan megszabható a szükséges számú térségek vagy az ott élő népcsoportok jóváhagyásának a feltétele.

## A népszavazás következményei

### Gazdasági hatása
A szakemberek következtetése alapján (Kirchgässner–Feld–Savioz, 1999), a szélesebb jogkörű népszavazás intézményével rendelkező térségekben nagyobb a makrogazdasági teljesítménye, mint a többié. Ott gazdaságosan bánnak az adóbevételekkel és kisebb a közösség eladósodása. A közkiadások a többi régióhoz képest sokkal alacsonyabbak, mivel döntéseik tükrözik az állampolgárok véleményét.

### Társadalmi hatása
Magasabb az állampolgári elégedettségi szint (Stutzer és Frey (2006)), ez a közös döntéshozatalnak és a magasabb életszínvonalnak a következménye. A törvényesítő-integráló szerepe által javul a közösségek megtartó ereje. A polgárok általában az ilyen típusú közösségi döntéseket igazságosnak tartják. Továbbá nem tartják (Sniderman 1993) túlzottan megterhelőnek, ami az eldöntendő kérdés előzetes és jó tájokoztatásnak is köszönhető.

## Népszavazások a világban

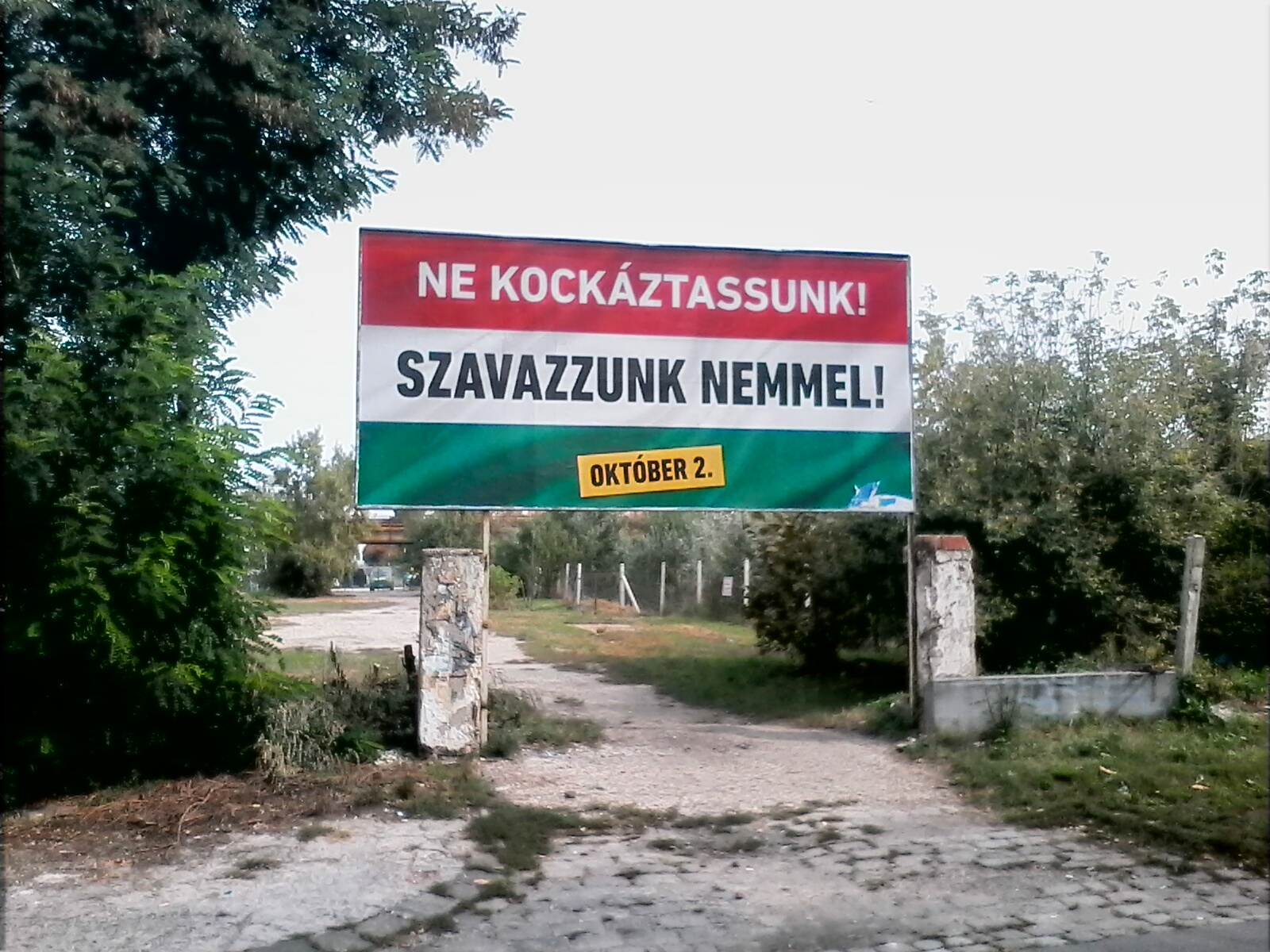
A 2016-os magyarországi népszavazás kampányának plakátja

A népszavazás a demokrácia egyik csatornája lehet, de nem elengedhetetlen feltétele a demokráciának. Ezt tükrözi, hogy a demokráciák alkotmányai és szokásjoga nagy változatosságot mutatnak a népszavazás tekintetében. Van, ahol sok népszavazást tartanak, mint Svájcban. A legtöbb demokráciában legalább egyszer tartottak már nemzeti szintű népszavazást, de van, ahol egyszer se. Utóbbiak közé tartozik az Amerikai Egyesült Államok, Németország, India, Izrael és Japán. Vannak olyan országok, ahol viszonylag későn jelent meg a népszavazás intézménye: például az Egyesült Királyságban  1975-ben tartották az első nemzeti szintű szavazást, és máig jogi problémákat okoz, hogy a népszavazási intézmény nehezen összeilleszthető a westminsteri típusú parlamentáris demokráciával.

### Népszavazások Európában
Az európai országokban a 20. század folyamán a népszavazások alkalmazásának eltérő gyakorlata alakult ki. Az országok egy részében csak igen ritkán, a legnagyobb horderejű politikai változások (új alkotmány, új valuta vagy EU-csatlakozás) utólagos legitimációjára használják a szavazást. A kisebb népességű országokban (vagy nagyobb országok tartományaiban) viszont többször is sor kerül népszavazásra, akár kisebb súlyú kérdésekben is.

#### Franciaország

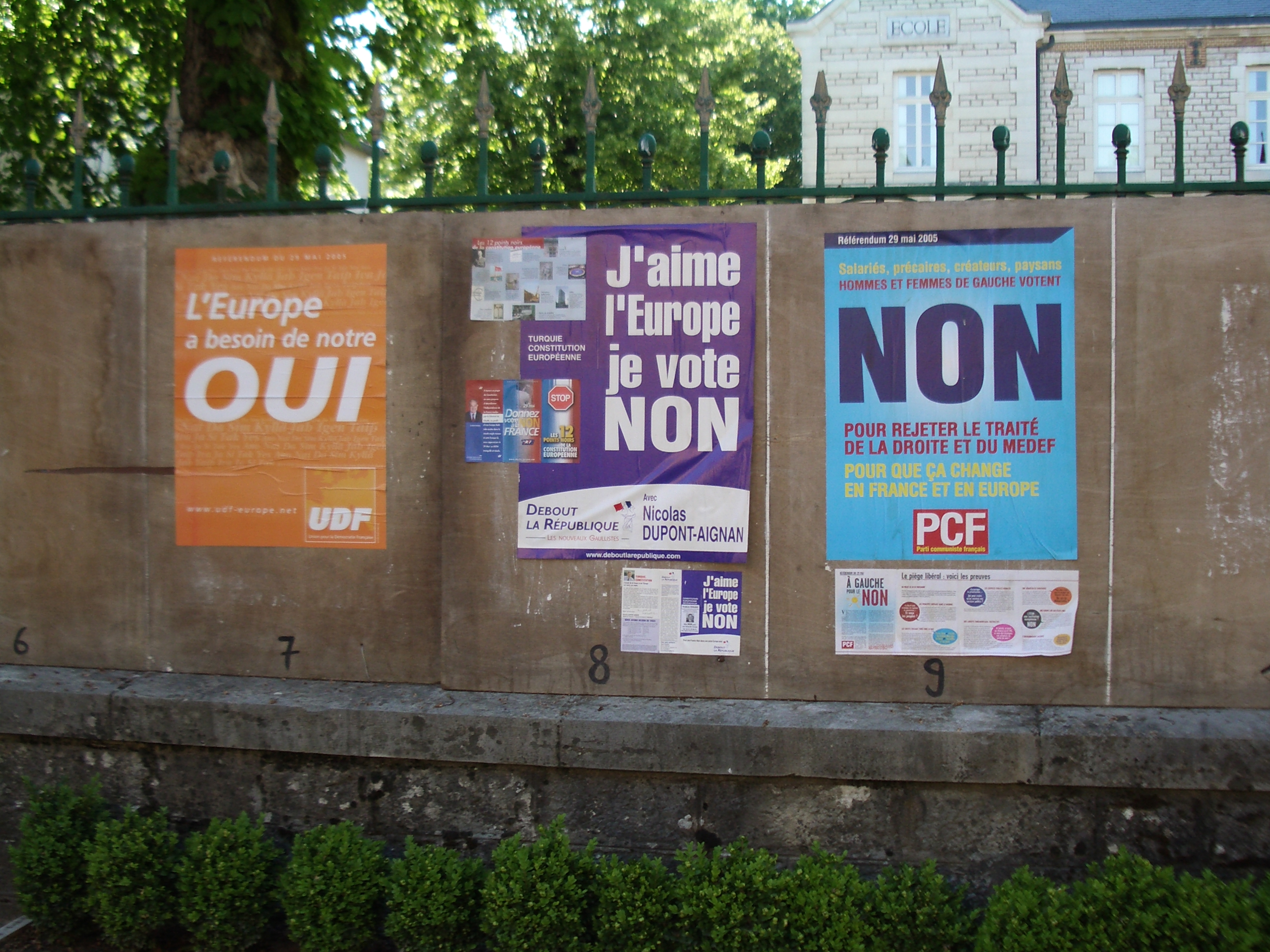
Az Európai Alkotmányról való szavazásra felhívó francia kampányplakátok 2005-ben

Franciaországban a polgári köztársaság megszületése óta tartanak népszavazásokat. A jelenlegi francia alkotmány 3. cikkelye rendelkezik a közvetlen demokrácia eme eszközéről. Az első népszavazáson, 1793 júliusában a köztársasági alkotmányt hagyták jóvá a polgárok. Azóta 24 alkalommal hívták országos voksolásra a franciákat. A legtöbbször (11 alkalommal) az alkotmány változásairól kellett szavazni. Franciaországban – Magyarországtól eltérően – lehetséges külföldi államokat érintő ügydöntő referendum megtartása is, így a polgárok véleményt nyilváníthattak Nagy-Britannia és Írország Európai Közösségi tagságáról, Algéria önállóságáról és Új-Kaledónia autonómiájáról. (Franciaország népszavazást helyezett kilátásba Törökország EU-tagságát illetően is.) A legutóbbi referendumon 2005. május 29-én a franciák az EU válságát kiváltva elutasították az Európai Alkotmányt.

#### Németország
A népszavazás intézménye Németországban az 1919-es weimari alkotmányig nyúlik vissza, amely a birodalmi elnök számára tette lehetővé népszavazás kiírását fontos kérdésekben, illetve a parlament alsó- és felsőházának vitája esetén. A Weimari köztársaság ideje alatt két népszavazásra került sor.
Az NSZK-ban szövetségi szinten egyáltalán nem alkalmazták a népszavazás eszközét. Az NSZK 1949-es megalapítása óta egyetlen országos voksolásra sem került sor. A népszavazásról az alkotmány 20-as cikkelye rendelkezik, amely a képviseleti hatalomgyakorlással (parlament) egyenrangúként ismeri el azt. 2006-ban az FDP kezdeményezte, hogy az alkotmányban szövetségi szinten is kapjanak nagyobb szerepet az ún. népi kezdeményezések. A CDU azonban szükségtelennek tartotta a közvetlen demokrácia szövetségi szintre emelését, így a terv elbukott. Jelenleg a baloldali pártok (SPD, PDS) és a Zöldek terve körül zajlik vita, amely a parlamenti demokrácia szövetében helyezné el a közvetlen demokrácia elemeit. A terv szerint svájci minta alapján bevezetésre kerülne az ún. „népvétó” (Vetoinitiative), amely a Bundestag által már elfogadott törvényeket is semmissé tehetné.
Tartományi és az az alatti közigazgatási szinteken gyakran előfordul népszavazás. A legnagyobb súlyt Bajorországban és Berlinben kapta a népszavazás intézménye, itt a tartományi parlament népszavazás útján történő visszahívására is lehetőséget ad az alkotmány. Németország minden tartományában tartottak már népszavazást, mivel a tartományi alkotmány életbe lépéséhez ez szükséges. Az elmúlt években egyre erősödő országos mozgalom indult a népszavazás intézményének erősítése érdekében. A Több Demokráciát! (Mehr Demokratie!) névre keresztelt mozgalom 2006-ban sikerrel harcolt ki Hamburgban referendumot a népi kezdeményezések megkönnyítése ügyében, míg további három tartományban a parlament szállította lejjebb a népszavazások kezdeményezéséhez szükséges aláírások számát.

#### Olaszország
Az olasz jogrend kétféle népszavazást ismer:
- Alkotmányozó népszavazás – az Olasz Köztársaság alkotmányának változásairól népszavazás is dönthet. A voksolást a parlament két házában helyet foglaló képviselők ⅔-a vagy pedig 500 000 aláíró kezdeményezheti.
- Törvényhozó népszavazás – A már létező törvények megerősítésére, illetve teljes vagy részleges eltörlésére irányuló népszavazás. A népszavazás megtartását 500 000 aláírás benyújtásával lehet kezdeményezni.

Alkotmányozó népszavazásra a világháború óta egyszer, 2001-ben került sor. Ennél jóval gyakoribb a törvényhozó népszavazás. 1974 óta 14 alkalommal, összesen 49 ügyben hívták urnákhoz az olasz polgárokat. A legnagyobb szabású az 1995. június 11-i referendum volt, amikor 12 kérdésre kellett választ adni.

#### Svájc
Svájcban a népszavazás a politikai rendszer szerves része és gyakran alkalmazott eszköze. Svájc szövetségi állam, ám Németországgal ellentétben a népszavazás az alpesi országban szövetségi szinten is nagyobb szerepet kap. 1848. és 2006. év között szövetségi szinten összesen 543 népszavazás volt. A nagy gyakorisággal bekövetkező voksolások, parlament által hozott bármilyet törvényt felülbírálatának a lehetősége, valamint felesleges részvételi küszöbök és más hatalmi eszközök hiánya, amellyel a népszavazást a politikai hatalom megakadályozhatnák, élénkítik a pártok és a közvélemény kapcsolatát. Ugyanakkor arra készteti a parlamenti erőket, hogy a reformokat közösen, mindenki által elfogadható kompromisszumokkal dolgozzák ki. A népszavazás erős mivolta teszi Svájcot az ún. kompromisszumos (konszenzusos) demokrácia mintaországává. A népszavazások több mint fele az utolsó 35 évben valósult meg és egyre népszerűbbek.
A népszavazás lebonyolítása előtt az ügyet széles körű társadalmi vitára bocsátják, majd minden szavazópolgárt kellő időben, írásban tájékoztatnak a mellette és az ellene szóló érvekről. A népszavazás mindig érvényes és az eredménye kötelező. Némelyik kantonban a népszavazás intézménye kiterjed például a költségvetés kérdéseire, beleértve az adókat és a kiadásokat. Svájcban a népszavazások kezdeményezésének három útja ismert:
- Kötelező népszavazás: Az alkotmány legcsekélyebb változását a parlament mellett a polgároknak és a kantonok többségének is jóvá kell hagynia. Ugyanez vonatkozik a nemzetközi szervezetekbe való belépésre és az egy évnél hosszabb időre tervezett és az alkotmányból nem levezethető szövetségi törvényekre.[12]
- Kezdeményezhető (fakultatív) népszavazás esetén a törvényalkotók és a kérelmezők képviselői kötelesek megtárgyalni az érvényesen beadott folyamodványt, mely tartalmazza a polgárok szükséges számú aláírását. Eredményes tárgyalás esetén a beadványt beépítik a jogszabályokba. Ha nincs köztük egyetértés a témával kapcsolatban, akkor kötelesek népszavazást kiírni.
  - Határidőhöz kötött felülbíráló népszavazás kezdeményezése a nem végrehajtott politikai döntésekre. A polgárok képviseleti szerveinek (pártok, egyesületek) lehetőségük van bármely még nem hatályos szövetségi vagy kantonális törvény népszavazás útján történő megerősítésére vagy elvetésére. Legalább nyolc kanton által kezdeményezhető a szövetségi parlament által már elfogadott törvényekről. Ehhez legalább 50 000 támogató aláírásra van szükség.[12] Ez a választópolgárok kb. 1%-ának felel meg. Eddig egyetlen alkalommal, 2003-ban alkalmazták, akkor egy adótörvény változása váltotta ki 11 kanton ellenállását.
  - Kezdeményező félig-közvetlen népszavazás esetében a helyi, kantonális vagy a szövetségi kormányzat és/vagy a törvényhozás még a népszavazás kiírása előtt tárgyalja a javaslatot. A politikai döntéshozók javaslatát és a kezdeményezés szövegét bocsátják népszavazásra. Szövetségi szinten legalább 100 ezer a kezdeményezést támogató aláírás kell. Ez a választópolgárok kb. 2%-ának felel meg.

#### Magyarország
Magyarországon a 2013. évi CCXXXVIII. törvény szól  a népszavazás kezdeményezéséről, az európai polgári kezdeményezésről, valamint a népszavazási eljárásról (rövidítése: Nsztv.)  – a veszélyhelyzet alatt: 483/2020. (XI. 5.) Korm. rendelet 2. § (3) bek. ("A veszélyhelyzet megszűnését követő napig országos és helyi népszavazás nem kezdeményezhető, a már kitűzött országos és helyi népszavazások elmaradnak."...)

#### Ukrajna
Ukrajna egyik legfontosabb népszavazása a függetlenségről szóló népszavazás volt.

### Történelmi jelentőségű népszavazások

#### Ausztria, 1938

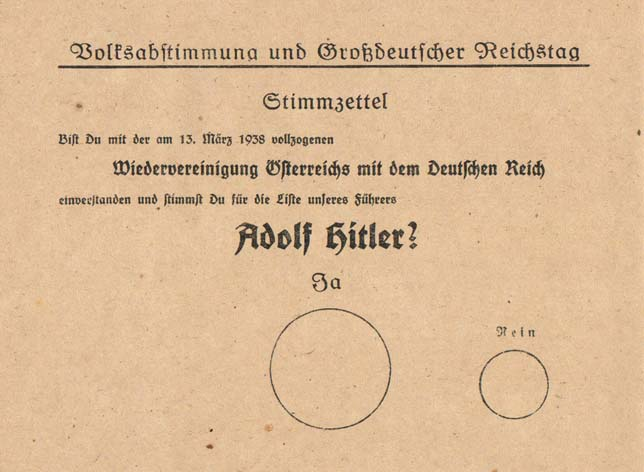
Az április 10-i osztrák szavazólap.
Nagy kör: igen; kis kör: nem.

1938. március 9-én az osztrák állam függetlenségét védelmező Schuschnigg kancellár népszavazást írt ki március 13-ára az ország önállóságáról. Célja az volt, hogy az osztrákok a lehető legnagyobb számban és arányban utasítsák el a Németországhoz történő csatlakozást. A népszavazás hírére válaszul Adolf Hitler utasította a 8. német hadsereget, hogy nyomuljon be Ausztriába. A német csapatok ellenállás nélkül megszállták Ausztriát. A Schuschnigg által kiírt népszavazást nem tartották meg. 1938. április 10-én már a nácik tartottak referendumot a következő kérdéssel:
- „Egyetértesz-e a Német Birodalom és Ausztria 1938. március 13-án megtörtént egyesítésével és szavazol-e Führerünk, Adolf Hitler listájára?”

A szavazás eredményeit a nácik nem hamisították meg, de nem is biztosították a szavazás titkosságát; a szavazókat hivatalnokok figyelték. Így is előfordult a nácik politikájával való tömeges szembefordulás: egy aprócska kelet-tiroli faluban, Innervillgratenben a szavazók 95%-a elutasította a Németországhoz történő csatlakozást. Ausztria egészének 99,73%-a azonban mellette volt. Ez az arány – még ha a megfélemlítés és a kényszer befolyásolta is valamelyest – arról árulkodik, hogy ebben az időben megkérdőjelezhetetlen volt az osztrákok egyesülési szándéka.

#### Olaszország, 1946
1946-ig Olaszország a Savoyai-ház uralkodói által vezetett monarchia volt. A második világháború végére népszerű gondolattá vált a Benito Mussolinivel együttműködő III. Viktor Emánuel leváltása. A király át is adta a trónt fiának, II. Umbertónak. A monarchikus államforma ellenzőinek azonban ekkor ez már kevés volt. 1946. június 2-ára népszavazást írtak ki az államforma megválasztásáról. A kampányt főként az északi városokban tüntetések, a monarchisták és a republikánusok közötti véres utcai zavargások kísérték. Az ország szinte kettészakadt. A déli tartományok lakossága a királyságot, az északiak a köztársaságot támogatták. A szavazás eredményeképpen kiáltották ki az Olasz Köztársaságot.

### Amerikai Egyesült Államok
A kezdeményező közvetlen népszavazás intézményét a XIX. században vezették be az egyes tagállamokban. Azzal a céllal, hogy csökkentsék a politikai pártok által uralt parlamentek erejét. Vagyis a tagállamok kormányainak vagy parlamentjeinek a népszavazási kezdeményezést módosítás nélkül népszavazásra kell bocsátaniuk.